# Cantón de Bouloire
El cantón de Bouloire era una división administrativa francesa, que estaba situada en el departamento de Sarthe y la región de Países del Loira.

## Composición
El cantón estaba formado por ocho comunas:
- Bouloire
- Coudrecieux
- Maisoncelles
- Saint-Mars-de-Locquenay
- Saint-Michel-de-Chavaignes
- Thorigné-sur-Dué
- Tresson
- Volnay

## Supresión del cantón de Bouloire
En aplicación del Decreto nº 2014-234 de 24 de febrero de 2014, el cantón de Bouloire fue suprimido el 22 de marzo de 2015 y sus 8 comunas pasaron a formar parte del nuevo cantón de Saint-Calais.